# Чемпионат мира по фехтованию 1959
Чемпионат мира по фехтованию 1959 года проходил с 14 по 26 июля в Будапеште (Венгрия). В нём приняли участие 277 спортсменов из 21 страны. Среди мужчин соревнования проходили в личном и командном зачёте по фехтованию на саблях, рапирах и шпагах, среди женщин — только первенство на рапирах в личном и командном зачёте.

## Общий медальный зачёт
| Место | Страна         | Золото | Серебро | Бронза | Всего |
| ----- | -------------- | ------ | ------- | ------ | ----- |
| 1     | СССР           | 3      | 3       | 3      | 9     |
| 2     | Венгрия        | 3      | 2       | 1      | 6     |
| 3     | Великобритания | 1      | 1       | 0      | 2     |
| 4     | Польша         | 1      | 0       | 1      | 2     |
| 5     | Франция        | 0      | 1       | 1      | 2     |
| 5     | ФРГ            | 0      | 1       | 1      | 2     |
| 7     | Италия         | 0      | 0       | 1      | 1     |
| Всего | Всего          | 8      | 8       | 8      | 24    |

### Мужчины
| Дисциплина                  | Золото | Серебро | Бронза                                                                                     |
| --------------------------- | --- | --- | ------------------------------------------------------------------------------------------ |
| Шпага Личное первенство     | Бруно Хабаров | Аллан Джей | Джузеппе Дельфино                                                                          |
| Шпага Командное первенство  | Венгрия · Арпад Барань · Тамаш Габор · Иштван Каус · Йожеф Шакович                                                | СССР · Арнольд Чернушевич · Валентин Черников · Бруно Хабаров · Виталий Ходосовский · Гурам Костава             | Франция · Клод Буркар · Клод Броден · Жак Гитте · Жерар Лефранк · Рене Керу                |
| Рапира Личное первенство    | Аллан Джей | Клод Неттер | Марк Мидлер                                                                                |
| Рапира Командное первенство | СССР · Марк Мидлер · Юрий Рудов · Юрий Сисикин · Герман Свешников · Виктор Жданович                               | ФРГ Юрген Брехт Тимотеус Герресхайм Дитер Шмитт Юрген Тойеркауф Манфред Уршель                                  | Венгрия · Ференц Цвиковски · Михай Фюлёп · Йожеф Дьюрица · Йенё Камути · Казмер Пачери     |
| Сабля Личное первенство     | Рудольф Карпати                                                                                                   | Тамаш Менделеньи                                                                                                | Ежи Павловский                                                                             |
| Сабля Командное первенство  | Польша · Ежи Павловский · Войцех Заблоцкий · Влодзимеж Войцицкий · Анджей Пионтковский · Эмиль Охира · Рышард Зуб | Венгрия · Аладар Геревич · Габор Дельнеки · Рудольф Карпати · Золтан Хорват · Тамаш Менделеньи · Йожеф Серенчеш | СССР · Евгений Череповский · Лев Кузнецов · Яков Рыльский · Давид Тышлер · Умяр Мавлиханов |

### Женщины
| Дисциплина                  | Золото                                                                                            | Серебро                                                                                               | Бронза                                                         |
| --------------------------- | ------------------------------------------------------------------------------------------------- | --- | -------------------------------------------------------------- |
| Рапира Личное первенство    | Эмма Ефимова                                                                                      | Галина Горохова                                                                                       | Татьяна Самусенко                                              |
| Рапира Командное первенство | Венгрия · Каталин Юхас · Магдолна Ньари-Ковач · Ильдико Рейтё · Лидия Дёмёльки · Дьёрдьи Марвалич | СССР · Галина Горохова · Эмма Ефимова · Татьяна Самусенко · Валентина Прудскова · Александра Забелина | ФРГ Хельми Хёле Роземари Шербергер Хайди Шмид Хельга Фольц-Мес |